# Türkisches Heer
Das türkische Heer (türk. Türk Kara Kuvvetleri) bildet die Landstreitkräfte der türkischen Streitkräfte (Türk Silahlı Kuvvetleri).
Dem Heer gehören 355.200 aktive Soldaten an.

## Verbände
Das türkische Heereskommando (Kara Kuvvetleri Komutanlığı) verfügt über vier Armeen:
- 1. Armee,
- 2. Armee,
- 3. Armee
- Ägäis-Armee

Neben diesen Armeen unterstehen diesem noch das Ausbildungs-, das Logistik- und das Heeresfliegerkommando.
Die Türkei verfügt über neun Panzer-, 16 mechInfanterie-, elf motInfanterie-, fünf Spezialeinsatz-, eine Heeresflieger-, zwei Artillerie- und fünf Ausbildungsbrigaden, sowie eine Brigade für humanitäre Aufgaben.

## Ausrüstung

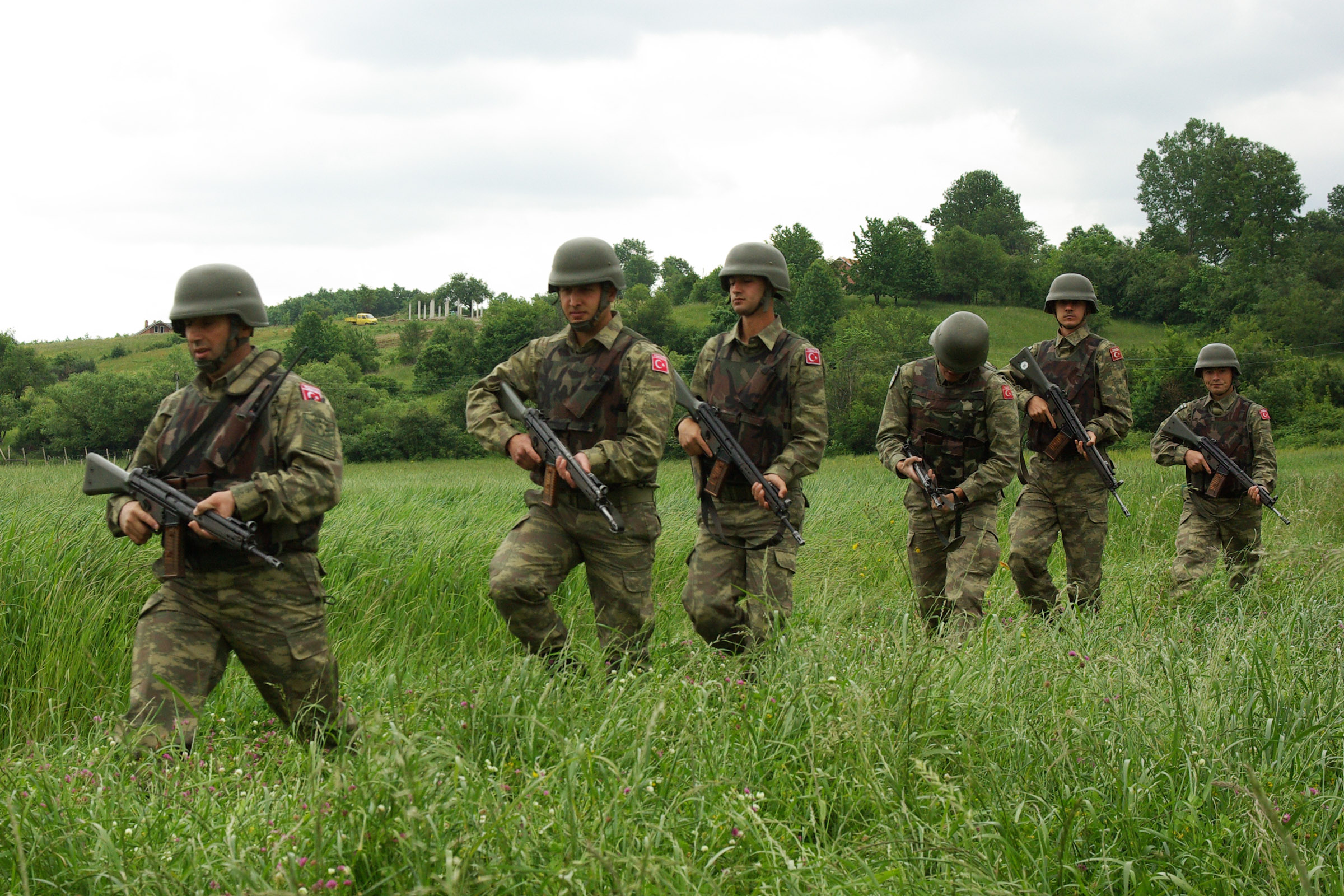
Türkische Soldaten im KFOR-Einsatz 2010

Zur Erfüllung seiner Aufgaben verfügt das türkische Heer 2020 unter anderem über:
- 298 Leopard 2 A4-Kampfpanzer
- 397 Leopard 1 A3/A4-Kampfpanzer
- 782? Sabra-Kampfpanzer/M60TM-Kampfpanzer
- 150 M60-A1-Kampfpanzer
- 1576 M-48-Kampfpanzer
- ~250+ Akrep-Spähpanzer
- 300 T-155 Fırtına 155-mm-Panzerhaubitze
- ~36 T-122 Sakarya 40-rohriger Mehrfachraketenwerfer 122 mm
- 650 TIFV – AIFV-Schützenpanzer mit 25-mm-Kanone
- 830 TIFV – AIFV-Schützenpanzer mit 12,7-mm-Browning M2
- 2500 M-113-Mannschaftstransportpanzer
- 12 MLRS-Mehrfachraketenwerfer
- 150 Cobra-Panzerabwehrwaffen
- ~340 Eryx-Panzerabwehrwaffen
- 392 MILAN-Panzerabwehrwaffen
- 365 TOW-Panzerabwehrwaffen
- 146 Stinger-Flugabwehrraketen.

Die türkischen Heeresflieger verfügen über 4 Beech 200 Super King Air, 3 Cessna 421, 98 U-17B, 34 7GCBC Citabria, 25 T-41D Mescalero, 4 T-42A Cochise, 37 AH-1P/W Cobra, 3 OH-58B Kiowa, 50 S-70B Black Hawk, 2 AB-212, 10 AS 532UL Cougar, 12 AB-204B, 64 AB-205A, 20 Bell 206 Jet Ranger, 45 UH-1H Iroquois, 9 Bell 412 Twin Huey, 28 Hughes 300C und 11 Boeing-Vertol CH-47 Chinook. 74  TAI T-129 sind derzeit im Dienst, 91 sind  insgesamt bestellt.
Ab 2017 erfolgte der Ersatz des HK G3 durch das neu entwickelte MPT-76 als Standardinfanteriegewehr des Heeres.